# Callús
Callús é um município da Espanha na comarca de Bages, província de Barcelona, comunidade autónoma da Catalunha. Tem 12,5 km² de área e em 2021 tinha 2 098 habitantes (densidade: 167,8 hab./km²).

## Demografia
| Variação demográfica do município entre 1991 e 2004[carece de fontes?] | Variação demográfica do município entre 1991 e 2004[carece de fontes?] | Variação demográfica do município entre 1991 e 2004[carece de fontes?] | Variação demográfica do município entre 1991 e 2004[carece de fontes?] |
| ---------------------------------------------------------------------- | ---------------------------------------------------------------------- | ---------------------------------------------------------------------- | ---------------------------------------------------------------------- |
| 1991                                                                   | 1996                                                                   | 2001                                                                   | 2004                                                                   |
| 1396                                                                   | 1345                                                                   | 1338                                                                   | 1427                                                                   |